# 发明家列表
发明家列表羅列“物件发明家”和“方法发明家”两类。早期以“物件发明家”居多，随着世界性技术与商业不断融合、发展与深化，“方法发明家”有增多的趋势。

## A
- 维塔利·阿巴拉科夫，(1906-1986)，苏联 — 登山设备，阿巴拉科夫绳(或 V-thread)无齿轮攀冰锚
- 罗伯特·阿德勒，(1913-2007)，奥地利/美国 — 电视机用无线遥控器
- 安藤百福，(1910-2007)，台灣/日本 — 即食面
- 阿基米德，Archimedes，(約前287-212)，大希臘 — 安提基特拉機械、阿基米德式螺旋抽水機

## B
- 查尔斯·巴贝奇，(1791-1871)，英国 — 分析机（可编程计算机）
- 罗吉尔·培根，(1214-1294)，英国 — 放大镜
- 约翰·罗杰·贝尔德，(1888-1946)，苏格兰 — 电动机械电视系统
- 约翰·巴丁，(1908-1991)，美国 — 晶体管的共同发明人
- 亚历山大·格拉汉姆·贝尔，(1847-1922)，美国 — 电话机、水翼船
- 卡尔·本茨，(1844-1929），(1844-1929)，德国 — 汽油动力汽车
- 蒂姆·伯纳斯-李，(1955-)，英国 — 和共同发明万维网
- 沃尔特·布喇顿，(1902-1987)，美国 — 晶体管的共同发明人
- 路易斯·布莱叶，(1809-1852)，法国 — 布莱叶点字法（一种盲文书写系统）
- 卡尔·费迪南德·布劳恩，(1850-1918)，德国 — 阴极射线管
- 谢尔盖·布林，(1973-)，苏联/美国 — 和拉里·佩奇共同发明了Google网络搜索引擎
- 约翰·勃朗宁，(1855-1926)，美国 — 半自动手枪
- 愛米爾·貝利納，Emile Berliner，（1851－1929），德国 — 黑膠唱片
- 威廉·伯洛克，William Bullock，（1851－1929），美国 — 輪轉印刷機

## C
- 华莱士·卡罗瑟斯，(1896-1937)，美国 — 尼龙
- 亨利·科安德，(1886-1972)，罗马尼亚 — 现代喷气式飞机
- 雅克-伊夫·库斯托，(1910-1997)，法国 — 水肺及水下照相机
- 汤马斯·克拉普，(1836-1910)，英国 — 水电技师
- 格伦·柯蒂斯，(1878-1930)，美国 — 滑翔机机翼的副翼

## D
- 古斯塔夫·达伦，(1869-1937)，瑞典 — AGA炉具，Dalén灯塔用灯具，Agamassan，蓄电池，结合燃点航标、燃点浮标和蓄电池等功能的自动调节装置
- 汉弗里·戴维，(1778-1829)，英国 — 戴维灯
- 詹姆斯·杜瓦，(1842-1923)，苏格兰 — 保温瓶
- 威廉·肯尼迪·迪克森，(1860-1935)，苏格兰 — 电影摄像机和活动电影放映机
- 鲁道夫·狄塞尔，(1858-1913)，德国 — 柴油发动机

## E
- 乔治·伊士曼，(1854-1932)，美国 — 胶卷
- 托马斯·阿尔瓦·爱迪生，(1847-1931)，美国 — 电灯(鎢絲燈泡，有爭議)、留声机、電椅、活动电影放映机等
- 威廉·埃因托芬，(1860-1927)，荷兰 — 心电图与量测装置
- 道格拉斯·恩格尔巴特，(1925-2013），美国 — 鼠标

## F
- 迈克尔·法拉第，(1791-1867)，英国 — 发电机、电动机、电力变压器
- 恩里科·费米，(1901-1954)，美国/意大利 — 核反应堆
- 范信达，(1866-1932)，加拿大 — 收发两用无线电设备
- 亚历山大·弗莱明，(1881-1955)，苏格兰 — （又称盘尼西林，Penicillin，抗生素的一种）
- 莱昂·傅科，(1819-1868)，法国 — 傅科摆、陀螺仪、涡电流
- 本杰明·富兰克林，(1706-1790)，美国 — 避雷针、双光眼镜、玻璃琴、富兰克林壁炉
- 奥古斯丁·菲涅耳，(1788-1827)，法国 — 菲涅耳透镜
- 巴克敏斯特·富勒，(1895-1983)，美国 — 球形或半球形贝壳或网格建筑结构

## G
- 伽博·丹尼斯，(1900-1979)，英国匈牙利 — 全息摄影
- 理查·加特林，(1818-1903)，美国 — 小麦播种机、加特林机枪
- 汉斯·盖革，(1882-1945)，德国 — 盖革计数器
- 罗伯特·戈达德，(1882-1945)，美国 — 液体火箭
- 查尔斯·古德伊尔，(1800-1860)，美国 — 硫化橡胶
- 奥托·冯·格里克，(1602-1686)，神聖羅馬帝國 — 活塞式真空泵
- 约翰内斯·古腾堡，(约1390年代-1468)，神聖羅馬帝國 — 鉛字活字印刷机

## H
- 海什木，(965-1039)，白益王朝 — 相机暗盒，针孔照相机，放大镜，凹凸镜，球面镜
- 罗伯特·海莱因，(1907-1988)，美国 — 水床
- 约瑟·亨利，(1797-1878)，美国 — 电磁继电器
- 海因里希·鲁道夫·赫兹，(1857-1894)，德意志帝國 — 无线电报，电磁波
- 乔治·德海韦西，(1885-1966)，匈牙利王國 — 放射性指示剂
- 罗兰·希尔，(1795-1879)，英国 — 邮票
- 罗伯特·胡克，(1635-1703)，英国 — 钟表轮摆，摄影镜头的虹膜式光圈
- 克里斯蒂安·惠更斯，(1629-1695)，荷兰 — 摆钟
- 平賀源內，（1728年 - 1780年），日本 — 靜電產生裝置（日语：エレキテル）

## I
- 饭岛澄男，(1939-)，日本 — 碳纳米管

## J
- 贾比尔，(721-851)，也门/波斯 — 炼金家
- 賈伯斯，Steve Jobs，(1955-2011)，美國-iPad

## K
- 米哈伊尔·季莫费耶维奇·卡拉什尼科夫，（1919年11月10日－2013年12月23日），苏联 — AK-47和AK-74自动步枪
- 狄恩·卡门，(1951-)，美国 — 思维车以及自动平衡式动力轮椅——iBOT
- 海克·卡末林·昂內斯，(1853-1926)，荷兰 — 液化氢和液化氮
- 花拉子米/花剌子模，(约780-850)，波斯 — 现代代数学、挂墙量角器、象限仪等
- 杰克·基尔比，(1923-2005)，美国 — 集成电路
- 肯迪，(796-873)， — 酒精，蒸馏酒，密码分析，频率分析
- 罗伯特·科赫，(1843-1910)，德国 — 固体介质中的细菌培养法
- 谢尔盖·帕夫洛维奇·科罗廖夫，(1907-1966)，乌克兰/苏联 — R-7型火箭家族和苏联卫星计划（包括史泼尼克一号卫星）设计人
- 雷蒙德·库茨魏尔，(1948-)，美国 — 光学字符识别，台式扫描仪

## L
- 海蒂·拉玛，(1914-2000)， — 展布频谱无线电
- 塞缪尔·兰利，(1834-1906)，美国 — 测热辐射计
- 欧文·朗缪尔，(1881-1957)，美国 — 白炽灯充保护气，氢焊接，朗缪尔探针
- 列文虎克，(1632-1723)，荷兰 — 改进了显微镜
- 蒂姆·伯纳斯-李，(1955-)，英国 — 和共同发明万维网
- 威拉得·利比，(1908-1980)，美国 — 放射性碳定年法
- 尤斯图斯·冯·李比希，(1803-1873)，德国 — 氮肥、五球瓶、银镜、发粉
- 奥托·利林塔尔，(1848-1896)，德国 — 悬挂式滑翔器
- 查爾斯·林白，(1902-1974)，美国 —心肺循環機

## M
- 三宅精一，Miyake Seiichi（1926－1982），日本— 导盲砖
- 安東尼奧·穆齊，Antonio Meucci（1808－1889），義大利王國— 電氣音聲傳達裝置

## N
- 阿爾弗雷德·諾貝爾，Alfred Bernhard Nobel（1833－1896），瑞典 — 矽藻土炸藥
- 艾薩克·牛頓，Sir Isaac Newton（1643年－1727年），大不列顛王國 — 反射望遠鏡
- 湯瑪斯·紐科門，Thomas Newcomen（1664年2月24日－1729年8月5日），大不列顛王國 — 蒸汽機

## O
- 大平貴之，（1970年3月11日－），日本—星象儀
- 漢斯·馮·奧海恩，Hans Joachim Pabst von Ohain，（1911年12月14日－1998年3月13日），德意志帝國— 軸流式渦輪噴射引擎

## P
- 斐迪南·保時捷，Ferdinand Porsche，(1875-1951)，奧匈帝國/德國 —混合動力車輛
- 約翰·彭伯頓，John Stith Pemberton（1831－1888），美國 —可樂

## R
- 盧梭，Jean-Jacques Rousseau，(1712-1778)，法國—簡譜
- 弗蘭茲·瑞切特，François Reichelt，(1879年－1912年），奧地利—降落傘

## S
- 喬治·史蒂芬生，George Stephenson，（1781－1848），英國 —鐵路機車(火箭號)
- 下瀨雅允，Shimose Masatika，（1860－1911），日本 —下瀨火藥

## T
- 理查·特里維西克，Richard Trevithick，（1781－1848），英國 —蒸汽機車
- 尼古拉·特斯拉，Nikola Tesla，（1856－1943），奧地利帝國/美國 —异步电动机、旋转磁场、特斯拉线圈

班傑明·湯普森，Benjamin Thompson，（1753—1814），英國 —雙層蒸鍋、滴漏式咖啡壺、滲濾式咖啡壺等

## V
- 李奧納多·達文西，Leonardo da Vinci，（儒略曆1452－1519），佛羅倫斯共和國 —無段自動變速器、達文西機械人、機關槍、人力拉動的武裝坦克車、子母彈、軍用降落傘等

## W
- 詹姆斯·瓦特，(1736-1819)，英国 — 改良蒸汽机
- 弗蘭克·惠特爾，Sir Frank Whittle（1907－1996 )，英国 —離心式渦輪噴射引擎
- 小喬治·威斯汀豪斯， George Westinghouse, Jr. （1846－1914)，美國 —火車空氣軔機系統
- 萊特兄弟，Wright brothers . （Orville Wright，1871—1948、Wilbur Wright，1867—1912)，美國 —飛機

## Z
- 祖冲之，(公元429年－500年)，劉宋 — 水力舂米、磨麵的水碓磨、改良式指南車、千里船，精確的把圓周率算到小數點後第七位

## 一
- 一行，本名张遂，(683-727)，唐朝 — 擒纵机构

## 張
- 張衡，(78-139)，東漢 — 浑天仪、地动仪、{\displaystyle {\sqrt {10}}}、{\displaystyle {\frac {92}{29}}}作为圆周率的值

## 馬
- 馬鈞，(199-265)，魏朝 — 改进织绫机，龙骨水车（翻车），转轮式投石机，百戏，指南车

## 劉
- 劉興欽，（1934－），台灣 — 機器人伴讀機
- 劉大潭，（1956-），台灣 — 高空緩降機

## 畢
- 畢昇，(约970-1051)，北宋 — 胶泥活字印刷術

## 蔡
- 蔡倫，(63-121)，東漢 — 改良造纸術

## 沈
- 沈括，(约1031-1095)，北宋 — 日晷仪，浑天仪，銅壺滴漏，观测管

## 蘇
- 蘇頌，(1020–1101)，北宋 — 链条传动装置

## 諸葛
- 諸葛亮（181年－234年），季漢 —天燈、木牛流馬、諸葛連弩，饅頭